# Lunette à oxygène
 (juillet 2021).
Si vous disposez d'ouvrages ou d'articles de référence ou si vous connaissez des sites web de qualité traitant du thème abordé ici, merci de compléter l'article en donnant les références utiles à sa vérifiabilité et en les liant à la section « Notes et références ».
Les lunettes à oxygène est un dispositif utilisé pour fournir de l'oxygène à un patient ou à une personne ayant besoin d' une aide respiratoire. Cet appareil se compose d'un tube léger dont l'extrémité se divise en deux branches qui sont placées dans les narines et d'où s'écoule un mélange d'air et d'oxygène. L'autre extrémité du tube est connectée à une alimentation en oxygène telle qu'un générateur d'oxygène portable, ou à une connexion murale dans un hôpital via un débitmètre. Elles sont généralement fixées au patient par l'intermédiaire du tube s'accrochant autour des oreilles du patient ou par un bandeau élastique. La forme la plus ancienne et la plus largement utilisée de canule nasale adulte transporte 1 à 3 litres d'oxygène par minute.
Les lunettes à oxygène plus petites destinées aux nourrissons ou aux nouveau-nés peuvent transporter moins d'un litre par minute.
Des débits allant jusqu'à 60 litres d'air/oxygène par minute peuvent être délivrés par une canule nasale humidifiée à plus large alésage (oxygénothérapie nasale à haut débit)
Les lunettes à oxygène a été inventée par Wilfred Jones et brevetée en 1949 par son employeur, BOC.

## Applications

### Oxygène à bas débit

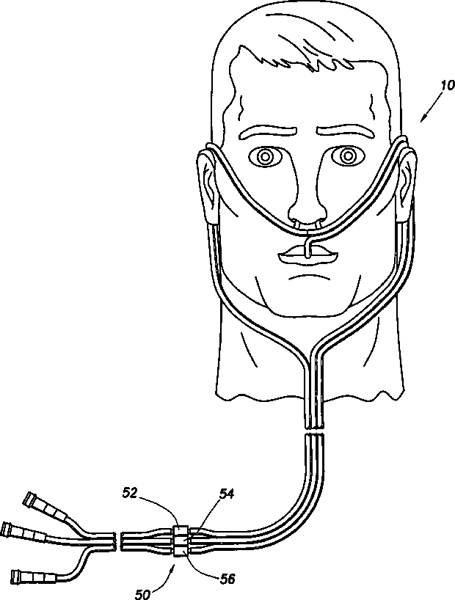
Lunettes à oxygène

Une canule nasale (lunette à oxygène) est généralement utilisée partout où de petites quantités d'oxygène supplémentaire sont nécessaires, sans contrôle rigide de la respiration, comme en oxygénothérapie. La plupart des canules ne peuvent fournir de l'oxygène qu'à de faibles débits - jusqu'à 5 litres par minute (L/min) - avec une concentration en oxygène (FiO2) de 28 à 44 %. Des débits supérieurs à 5 L/min peuvent entraîner une gêne pour le patient, un assèchement des voies nasales et éventuellement des saignements de nez (épistaxis). De plus, avec des débits supérieurs à 6 L/min, le flux laminaire devient turbulent et l'oxygénothérapie administrée n'est aussi efficace que l'administration de 5 à 6 L/min.
Une canule nasale peut également être utilisée par les pilotes et les passagers dans les petits avions non pressurisés qui ne dépassent pas certaines altitudes. La canule fournit de l'oxygène supplémentaire pour compenser la plus faible teneur en oxygène disponible pour respirer aux basses pressions de l'air ambiant de haute altitude, empêchant l'hypoxie. Des systèmes de canules d'aviation spéciaux sont fabriqués à cet effet.
Depuis le début des années 2000, avec l'introduction de la canule nasale qui utilise une humidification chauffée pour l'humidification des gaz respiratoires, des débits supérieurs à 6 LPM sont devenus possibles sans l'inconfort associé et avec l'avantage supplémentaire d'améliorer la clairance mucociliaire.

### Oxygénothérapie nasale à haut débit
Une oxygénothérapie nasale à haut débit peut être administrée via une canule nasale pour délivrer avec précision un volume élevé d'oxygénothérapie. L'humidification des gaz respiratoires permet aux débits élevés d'être délivrés confortablement via la canule. L'Oxygénothérapie nasale à haut débit peut être utilisée comme une alternative efficace à l'oxygène du masque facial et permet au patient de continuer à parler, manger et boire tout en recevant la thérapie. Définition : administration non invasive d'un mélange d'oxygène et d'air délivré via une canule nasale à des débits qui dépassent les demandes de débit inspiratoire du patient avec un gaz qui a été conditionné de manière optimale en réchauffant et en humidifiant le gaz à près de 100 % d'humidité relative à la température du corps.